# Papillaria intricata
Papillaria intricata là một loài Rêu trong họ Meteoriaceae. Loài này được (Mitt.) Müll. Hal. & Broth. miêu tả khoa học đầu tiên năm 1900.